# Prisowo
Prisowo (bułg. Присово) – wieś w Bułgarii, w obwodzie Wielkie Tyrnowo, w gminie Wielkie Tyrnowo. W 2024 roku liczyła 712 mieszkańców.